# Ред-Лейк (округ)
Ред-Лейк (англ. Red Lake County) — округ в штате Миннесота, США. Административный центр и крупнейший город — Ред-Лейк-Фолс. По переписи 2000 года в округе проживают 4299 человек. Площадь — 1120 км², из которых 1119,8 км² — суша, а 0,22 км² — вода. Плотность населения составляет 4 чел./км².

## История
Округ был основан в 1896 году.